# Griceit
Griceit (Velthuizen, Chao 1989), chemický vzorec LiF, je krychlový minerál ze skupiny halitu, klasifikace dle Strunze je 3/A.02-50, jednoduché bezvodé halogenidy . Název podle Joela Denisona Griceho, mineralogického kustoda Canadian Museum of Nature, Ottawa, Kanada. Typová lokalita je Proudrette quarry, Mont Saint Hilaire, Montérégie, provincie Québec (provincie), Kanada.

## Vznik
Je znám pouze jako součást uzavřenin sodalitu v rohovcích v inzruzivních alkalických gabro-syenitových komplexů.

## Morfologie
Krystaly jsou pouze mikroskopické, tvoří inkluze od velikosti 0,1-1,0 mm v jiných minerálech (villiaumit), krychličky, oktaedry, prizmatické agregáty až 3 mm velké, ledvinitá, nepravidelná zrna, jemně zrnité agregáty či jako pseudomorfózy po neznámém minerálu.

## Vlastnosti

### Krystalografie
Griceit krystaluje v kubické soustavě - prostorová grupa Fm3m, bodová grupa 4/m32/m, a=4,0293, Z=4, V=65,30, rtg analýza 2,01(100)-2,324(90)-1,424(50).

### Fyzikální vlastnosti
Tvrdost=4,5, hustota=2,62 g/cm3. Štěpnost dobrá podle {100}, není radioaktivní. Lom nerovný, lasturnatý, ojediněle fluorescenční světle žlutě pod krátkovlnným UV.

### Optické vlastnosti
Minerál je žlutobílý, bílý, zelenobílý, světle oranžový. Vryp je bílý, lesk matný až skelný. Je izotropní, N=1,3986, průsvitný.

### Chemické vlastnosti
Procentuální složení:
- Li - 26,76%
- F - 73,24%

s příměsí Fe, Mn, Ca, Al do 0,06%.
Ve vodě se nerozpouští, nereaguje s 30% ní HCl.

## Příbuzné minerály
Chlorargyrit, villiaumit, carobbiit, sylvín, bromargyrit, halit.

## Parageneze
Vyskytuje se v asociaci se sodalitem, ussingitem, villiaumitem, eudialytem, sfaleritem, séranditem, lovozeritem a vuonnemitem.

## Získávání
Netěží se.

## Využití
Nevyužívá se, pouze jako minerál.

## Naleziště
Popsán z jediného naleziště v Proudrette quarry (Mont Saint Hilaire, Montérégie, Québec, Kanada).